# A un dios desconocido (novela)
A un dios desconocido es un libro escrito por John Steinbeck en el año 1933. Fue la segunda novela de Steinbeck y se basa en el drama de otro estudiante en Stanford, Webster Street.

## Argumento
Un hombre llamado Joseph Wayne sale de su chacra en Vermont para vivir en un valle californiano. Unos días después de llegar recibe una carta de su hermano que dice que su padre ha muerto; Joseph cree que el espíritu de su Papá ha entrado en un árbol y sus tres hermanos se van a vivir con él y compran las tierras colindantes.
Un indio amigo de Joseph llamado Juanito le muestra una gran roca en el bosque. Joseph se casa con una maestra que vive en el pueblo de Nuestra Señora. Uno de los hermanos corta el árbol porque cree que Joseph está rezando al diablo. Después, la lluvia no vuelve y las vacas empiezan a morir. Después de tener un hijo, Elizabeth sube a la roca, se cae y muere. La familia decide ir a San Joaquín para salvar al ganado, pero Joseph no quiere ir.
Joseph vive al lado de la roca hasta que Juanito regresa, y le dice que debería hablar con Padre Angelo. Él le habla de salvar su espíritu, pero Joseph solo quiere salvar a la tierra: regresa a la roca y se mata; empieza a llover, y Joseph se da cuenta de que él «es» la lluvia.